# الجيل الرابع من أنظمة ألعاب الفيديو
في تاريخ ألعاب الفيديو، بدأ الجيل الرابع من أنظمة ألعاب الفيديو (أو كما يشار إليه بكثرة حقبة 16-بت) في 30 أكتوبر 1987 بإصدار بي سي إنجن الياباني من شركة إن إي سي (معروف في أمريكا الشمالية باسم توربو غرافيكس-16). برغم أن شركة إن إي سي قد أصدرت أول منصة لهذه الحقبة، إلا أن المبيعات قد سيطرت عليها منصتي الشركتين نينتندو و‌سيغا في أمريكا الشمالية: سوبر نينتندو إنترتينمنت سيستم (سوبر فايمكوم في اليابان) و‌ميغا درايف. أُصدرت منصات محمولة آنذاك منها غيم بوي - في 1989 - و‌سيجا جيم جير - في 1990.
استطاعت نينتندو الاستفادة من نجاحها في الجيل السابق - الثالث - وتمكنت من الفوز بأكبر حصة من السوق العالمية في الجيل الرابع أيضًا. سيغا، مع ذلك، كانت ناجحة للغاية في هذا الجيل وأطلقت سلسلة جديدة، باسم القنفذ سونيك، لتنافس ألعاب سلسلة سوبر ماريو الخاصة بنينتندو. أصدرت شركات أخرى منصات في هذا الجيل، ولكن لم تحقق أي منها النجاح المطلوب للمنافسة. ومع ذلك، بدأت شركات أخرى بملاحظة نضج صناعة ألعاب الفيديو وشرعت بالتخطيط لإصدار منصاتها الخاصة مستقبلاً. كالأجيال السابقة، لم تكن تزال وسائط الألعاب متوفرة في المقام الأول على خراطيش روم، بالرغم من أنظمة الأقراص الضوئية الأولى - مثل فيليبس سي دي-آي - قد أُصدرت ونجحت نجاحًا محدودًا.
بزوغ الجيل الخامس من أنظمة ألعاب الفيديو، حوالي 1994، لم يقلل بشكل ملحوظ من شعبية منصات الجيل الرابع لسنوات قليلة. في 1996، مع ذلك، حدث هبوط كبير في مبيعات الأجهزة من هذا الجيل وتناقص عدد ناشري البرمجيات التي تدعم أنظمة الجيل الرابع، واللذان قد أديا إلى هبوط في مبيعات البرمجيات في السنوات اللاحقة. وأخيرًا، انتهى هذا الجيل بتوقف إنتاج منصة نيو جيو في 2004.

## الاختلافات بين الجيل الثالث والرابع
بعض الميزات التي تتميز بها منصات الجيل الرابع عن منصات الجيل الثالث تتضمن:
- معالجات دقيقة 16-بت
- أذرع تحكم متعددة الأزرار (3 إلى 8 أزرار)
- تمرير منظري للخلفيات البلاطية متعددة الطبقات
- نقوش متحركة كبيرة (تصل إلى 64×64 أو 16×512 بكسل)، 80–380 نقش متحرك على الشاشة، وبرغم ذلك محددة إلى عدد أصغر لكل خط مسح
- ألوان مفصلة، 64 إلى 4096 لون على الشاشة، من 512 لوحة ألوان (9-بت) إلى 65,536 (16-بت) لون
- صوت مجسم، بقنوات متعددة ومشغل صوت رقمي (تضمين نبضي مرمز و‌تضمين تفاضلي تكيفي نبضي مرمز و‌الكتاب الأحمر البثي)
- تركيب موسيقى لعبة فيديو متقدم (تركيب تردد مضمن و‌تركيب قائم على العينة جدولي)

بالإضافة إلى كذلك، في حالات محددة، تميزت أجهزة الجيل الرابع بهذه الأشياء:
- خلفيات بتحجيم وتدوير ثلاثي الأبعاد وهمي
- نقوش متحركة يمكن تحجيمها وتدويرها بشكل فردي
- رسوميات مضلعة ثلاثية الأبعاد بتظليل مسطح
- دعم سي دي-روم عبر الإضافات، مما سمح بسعة تخزين أكبر وتشغيل مقاطع كاملة الحركة

## أنظمة منزلية

### توربو غرافيكس-16

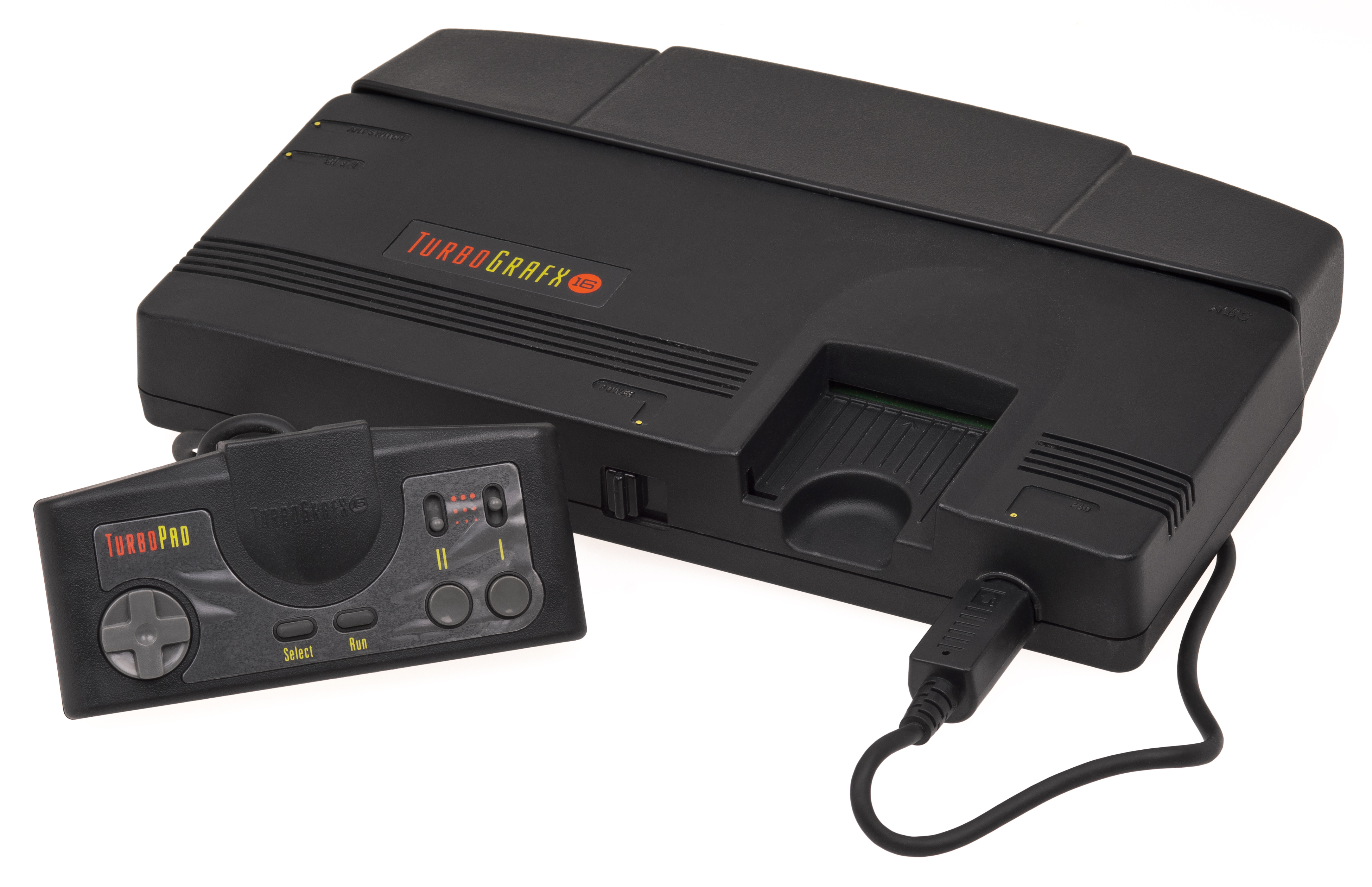
توربو غرافيكس-16

بي سي إنجن كانت نتيجة التعاون بين هادسن سوفت و‌إن إي سي وأُطلق في اليابان في 30 أكتوبر 1987، باسم بي سي إنجن. أُطلق في أمريكا الشمالية في 29 أغسطس 1989.
في البداية، كان بي سي إنجن ناجحًا إلى حد كبير في اليابان، جزئيًا بسبب الإصدارات المتاحة بالصيغة التي كانت حديثة حينئذٍ سي دي-روم. أصدرت إن إي سي إضافة للسي دي في 1990 وبحلول 1992 قد أصدرت نظامًا هجينًا من توربو غرافيكس وسي دي-روم يُعرف باسم تربو دو.
في الولايات المتحدة، استخدمت إن إي سي بونك - رجل كهف يضرب رأسه - على أنه تعويذتها وأبرزته في معظم دعايا تربوغرافكس من 1990 وحتى 1994. كان استقبال المنصة في البداية حسنًا، وخاصةً في الأسواق الكبيرة، ولكنها فشلت في شق طريقها إلى المناطق الحضرية الأصغر حيث لم يكن لشركة إن إي سي الكثير من ممثلي المتاجر أو ترويج مركز للمتاجر.
فشلت توربو غرافيكس-16 في الاحتفاظ بزخم مبيعاتها أو صناعة تأثير كبير في أمريكا الشمالية. توقفت صناعة توربو غرافيكس-16 ونظامها الهجين تربو دو في أمريكا الشمالية بحلول عام 1994، برغم من استمرار كمية صغير من البرمجيات في التدفق للمنصة.

### ميغا درايف

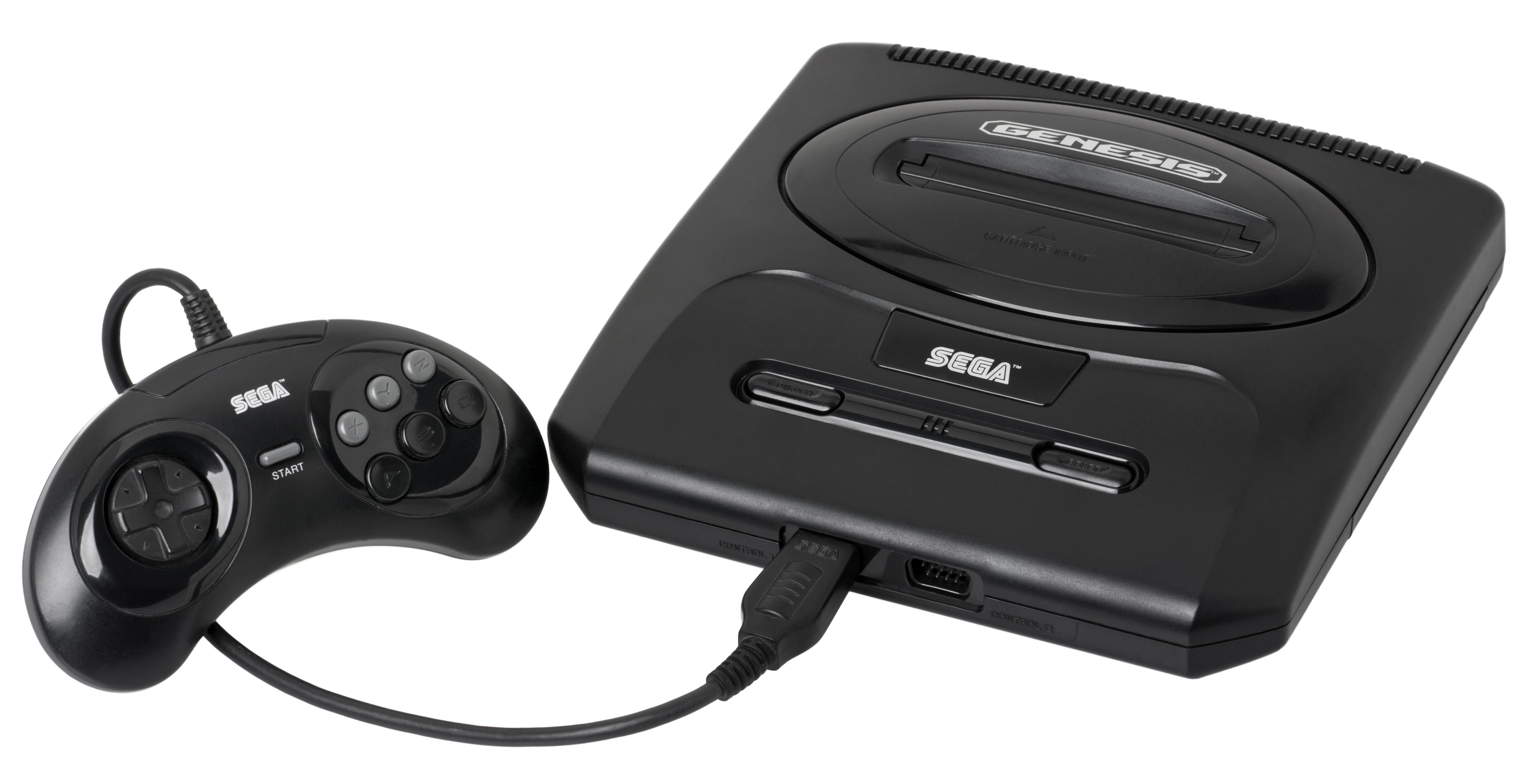
الإصدار الثاني من ميغا درايف

أُصدرت منصة ميغا درايف في اليابان في 29 أكتوبر 1988. أُصدرت المنصة في مدينتي نيويورك و‌لوس أنجلوس في 14 أغسطس 1989 باسم سيغا جينيسيس، وفي باقي أمريكا الشمالية في وقت لاحق من ذلك العام. وأُطلق في أوروبا وأستراليا في 30 نوفمبر 1990 باسمه الأصلي.
بنت سيغا حملتها التسويقية حول تعويذتها الجديدة القنفذ سونيك، مما دفع ميغا درايف ليصبح «أروع» بديل لمنصة نينتندو واخترع مصطلح «معالجة الانفجار» ليقترح أن ميغا درايف قادر على التعامل مع الألعاب بحركة أكبر من سوبر نينتندو إنترتينمنت سيستم. كانت إعلاناتهم غالبًا عدائية، مما أدى إلى ظهور إعلانات مثل «جينيسيس يفعل ما لا تفعله نينتندو» و«سيغا! اصرخ».
عندما أُصدرت لعبة صندوق الألعاب مورتال كومبات للإصدار المنزلي على ميغا درايف ونينتندو إنترتينمنت سيستم، قررت نينتندو أن تحجب نطح اللعبة، ولكن أبقت سيغا على المحتوى في اللعبة، عبر رمز أدخلته في شاشة البداية. تلقى إصدار سيغا من مورتال كومبات مراجعات عامة أكثر إيجابية في صحافة الألعاب وبِيع منه أكثر من 3 أمثال إصدار سوبر نينتندو إنترتينمنت سيستم. أدى هذا أيضًا إلى جلسة استماعية في الكونغرس للتحقيق بشأن تسويق ألعاب الفيديو العنيفة للأطفال، وإلى إنشاء اتحاد البرمجيات الرقمية التفاعلية و‌مجلس تقدير البرمجيات الترفيهية (إي إس آر بي). استنتجت سيغا أن مبيعاتها المتوفقة لإصدارها من مورتال كومبات غلبتها الخسارة الناتجة في ثقة المستهلك، وألغت إصدار اللعبة في إسبانيا لتفادي أي جدل مستقبلي. بوجود نظام التقييم الجديد من إي إس آر بي، أعادت نينتندو النظر بموضعها لإصدار مورتال كومبات 2، وهذه المرة أصبحت الإصدار المفضل لدى المراجعين. ذكرت خدمة تتبع مبيعات التجزئة للألعاب أنه أثناء شهر التسوق الرئيسي نوفمبر 1994، 63% من منصات ألعاب الفيديو 16-بت التي بِيعَت كانت منصات سيغا.
لم تكن المنصة مشهورة في اليابان (حيث كانت منصة بي سي إنجن تفوقها مبيعًا)، ولكنها تمكنت من بيع 40 مليون وحدة حول العالم. بأواخر عام 1995، كانت سيغا تدعم 5 منصات مختلفة وإضافتين، واختارت سيغا إنتربريزس لإيقاف ميغا درايف في اليابان للتركيز على سيغا ساترن. بينما كان هذا منطقيًا للسوق الياباني، كان الأمر كارثيًا في أمريكا الشمالية: كان سوق ألعاب ميغا درايف أكبر بكثير من سوق ألعاب ساترن، ولكن تُرِكَت سيغا دون المخزون والبرمجيات لتلبي الطلب.

### سوبر نينتندو إنترتينمنت سيستم

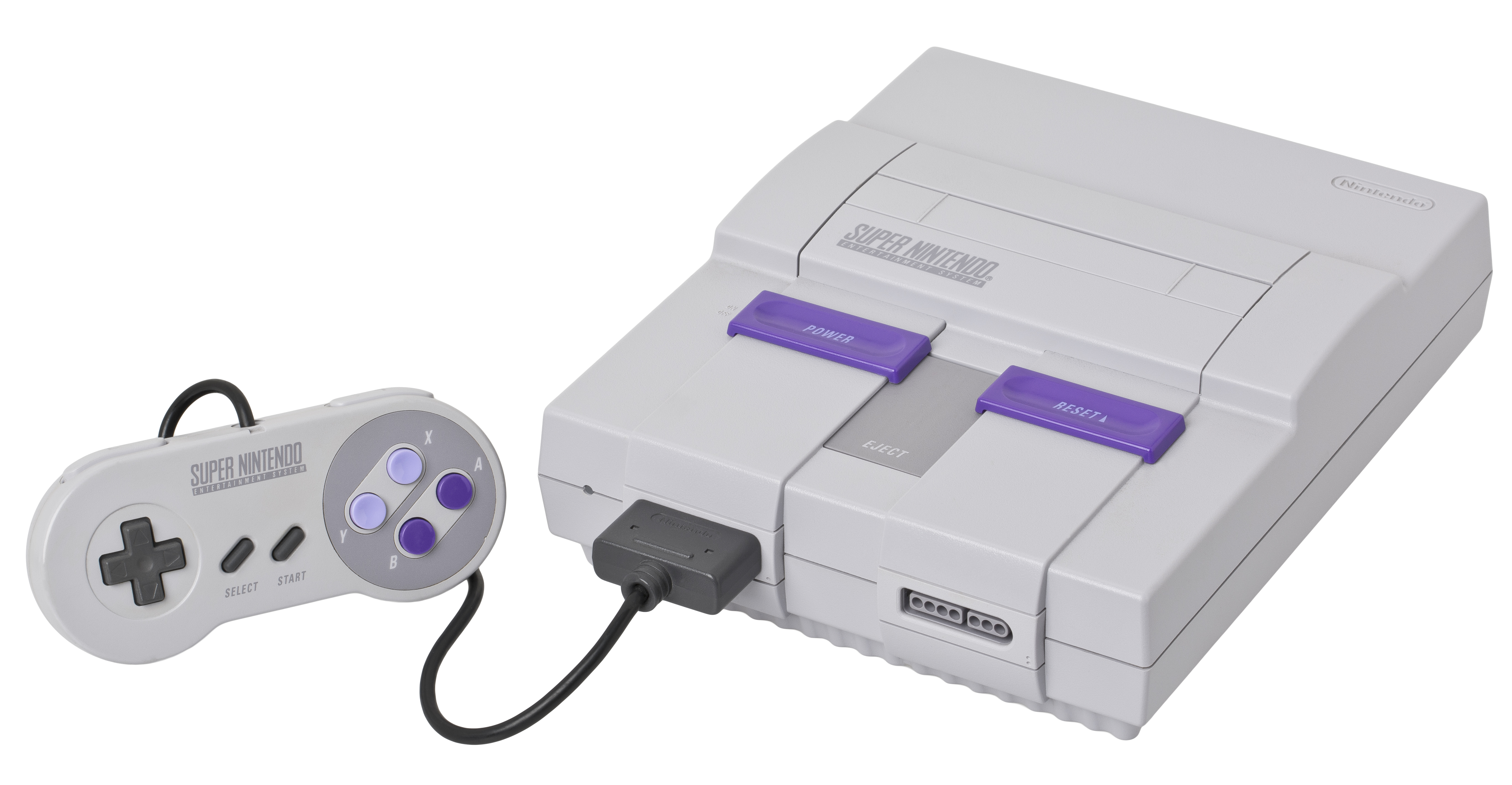
إصدار أمريكا الشمالية لسوبر نينتندو إنترتينمنت سيستم (النموذج الأول).

كان مديرو نينتندو في البداية معارضين لتصميم نظام جديد، ولكن بمجرد انتقال السوق إلى معدات جديدة، رأت نينتندو تآكل النصيب التي تستحوذ عليه من السوق والتي بنته بوجود نينتندو إنترتينمنت سيستم. أُصدرت منصة الجيل الرابع لنينتندو، والتي تسمى سوبر فاميكوم، في اليابان في 21 نوفمبر 1990؛ بِيعت الشحنة الأولية لنينتندو المكونة من 300,000 وحدة في خلال ساعات. وصلت الآلة إلى أمريكا الشمالية باسم سوبر نينتندو إنترتينمنت سيستم في 23 أغسطس 1991، وأوروبا وأستراليا في أبريل 1992.
بصرف النظر عن المنافسة الشرسة مع منصة ميغا درايف، استحوذ سوبر نينتندو إنترتينمنت سيستم في النهاية على المركز الأول في المبيعات، بمقدار 49.10 مليون وحدة حول العالم، وسيبقى مشهورًا في الجيل الخامس من أنظمة ألعاب الفيديو. تحدد موقع نينتندو في السوق بمنصتها المتزايدة في قدرات الصوت والصورة، بالإضافة إلى منتجاتها الحصرية مثل إف زيرو و‌ستار فوكس (ثعلب النجوم) و‌دونكي كونغ كانتري و‌سوبر ماريو كارت و‌سوبر ماريو ورلد و‌ذا ليجند أوف زيلدا: آه لينك تو ذا باست (أسطورة زيلدا: وصلة إلى الماضي) و‌سوبر مترويد.

### كومباكت ديسك إنتراكتيف (سي دي-آي)

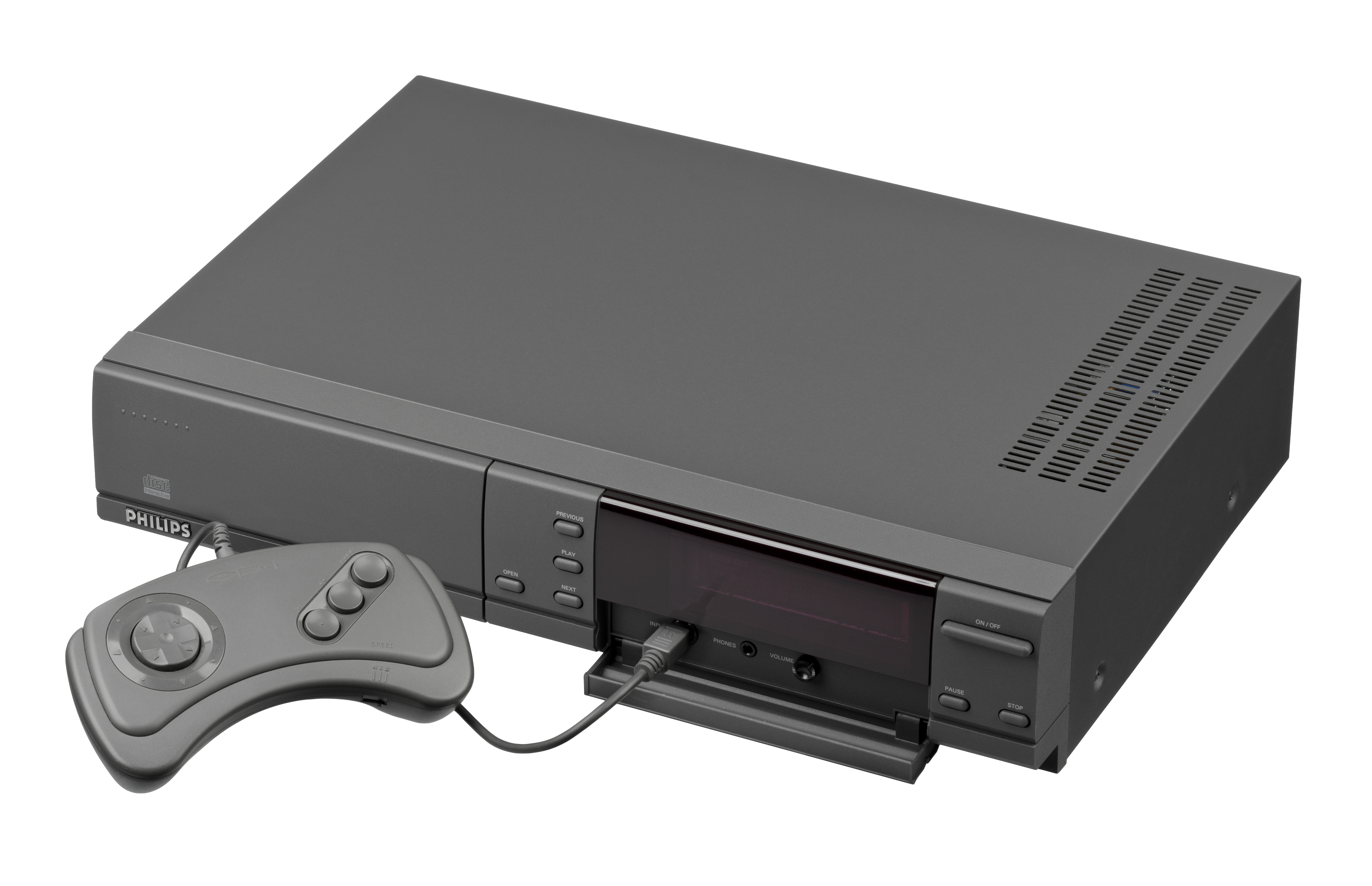
فيليبس سي دي-آي

أُعلن عن تصميم سي دي-آي في أواخر ثمانينيات القرن العشرين، وأُصدرت أول الأجهزة المتوافقة مع التصميم في 1991. كانت نقطة البيع الرئيسية لفيليبس سي دي-آي أنها تعد أكثر من آلة ألعاب ويمكن استخدامها لاحتياجات الوسائط المتعددة. بمقتضى اتفاق بين نينتندو في فيليبس حول إضافات السي دي الفاشلة لمنصة سوبر نينتندو إنترتينمنت سيستم، وكان لفيليبس أيضًا الحق باستخدام بعض سلاسل نينتندو. كان سي دي-آي إخفاقًا تجاريًا وتوقف في 1998، وقد بِيع منه فقط مليون وحدة حول العالم بصرف النظر عن الشراكات العديدة والإصدارات المتعددة للجهاز، والتي صنعها بعض المصنعين الآخرين.

### نيو جيو

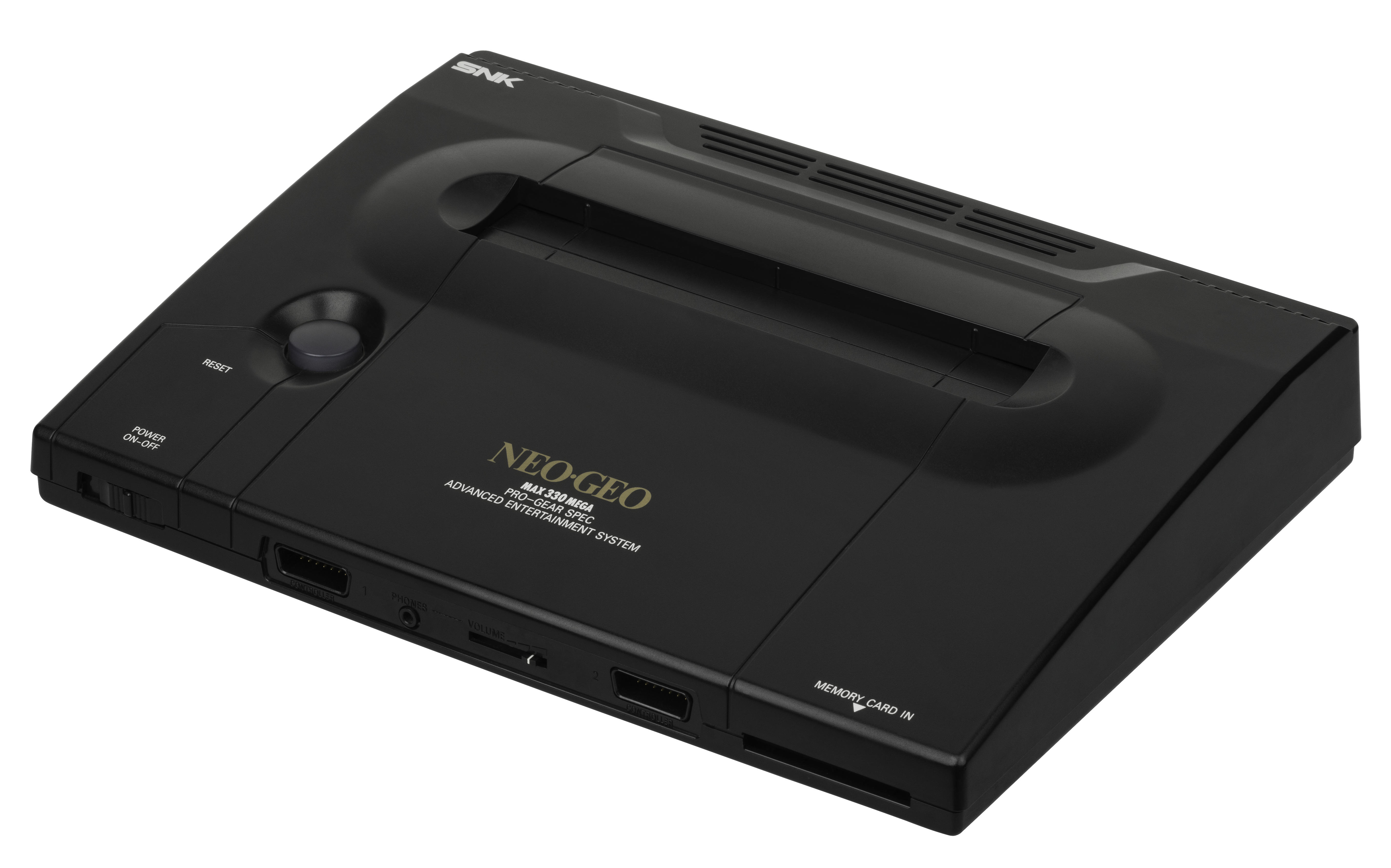
نيو-جيو

أصدرت إس إن كي منصة نيو جيو في 1990، وكانت إصدرًا منزليًا من منصة صندوق الألعاب الكبيرة. وبالمقارنة بتنافس المنصات، كان لدى نيو جيو رسوميات وصوتيات أفضل بكثير، ومع ذلك فسعر الإطلاق المانع والذي بلغ 649.99 دولار أمريكي والألعاب بالتجزئة التي تتعدى أسعارها 250 دولار جعلت من المنصة متاحة في السوق المتخصصة فقط. أُصدر إصدار أقل سعرًا، يقدر بمبلغ 399.99 دولار، لم يتضمن بطاقة ذاكرة أو لعبة محزومة أو ذراع تحكم إضافية.

### الإضافات
تنافست نينتندو وإن إي سي وسيغا أيضًا في ملحقات المعدات لمنصاتها في هذا الجيل. كانت إن إي سي أول من تصدر نظام القرص المدمج لتوربو غرافيكس في 1990. كان يُباع بسعر 499.99 دولار للتجزئة عند الإصدار، ولم يكن يحظى بشعبية شرائية، ولكن كان مسؤولاً بشكل كبير عن نجاح المنصة في اليابان. أُصدر سيغا سي دي بسعر عالٍ بشكل غير اعتيادي (300 دولار عند إصداره) ومكتبة محدودة من الألعاب. كان هناك إضافة فريدة لمنصة سيغا ألا وهي سيغا تشانل، وهي خدمة مبنية على الاشتراكات (صورة من توصيل الألعاب على الإنترنت) يستضيفها مزودو التلفاز المحليون. كانت تتطلب عتاد حاسوبي متصل بخط سلكي ومنصة ميغا درايف.
حاولت أيضًا نينتندو مرتين بساتيلافيو و‌سوبر غيم بوي. كان ساتيلافيو هو خدمة أقمار اصطناعية أُصدرت فقط في اليابان وكان سوبر غيم بوي محولاً كهربيًا لسوبر نينتندو إنترتينمنت سيستم والذي سمح لألعاب غيم بوي بالظهور على التلفاز ملونة. كان لنينتندو - التي تعمل مع سوني - خططًا كذلك لإنشاء مشغل سي دي-روم لسوبر نينتندو إنترتينمنت سيستم (خطط نتج عنها نسخةً من نموذج لبلاي ستيشن)، ولكن قررت في النهاية عدم الخوض في ذلك المشروع، واختارت التعاون مع فيليبس في تطوير الإضافة بدلاً من ذلك (على عكس الاعتقاد الشائع، كان فيليبس سي دي-آي غير متعلق بالمشروع).

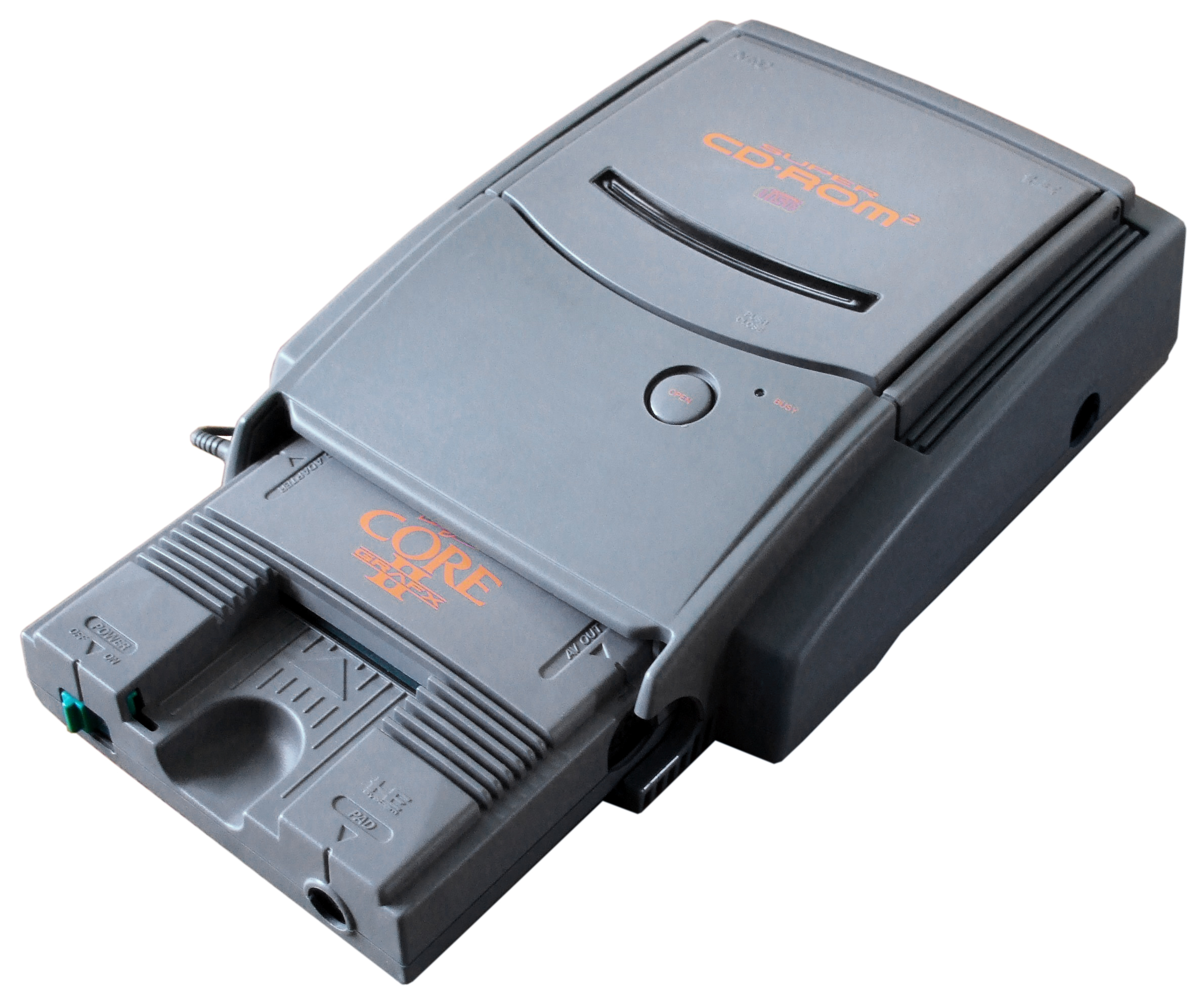
بي سي إنجن كورغرافكس 2 مع سوبر سي دي-روم2
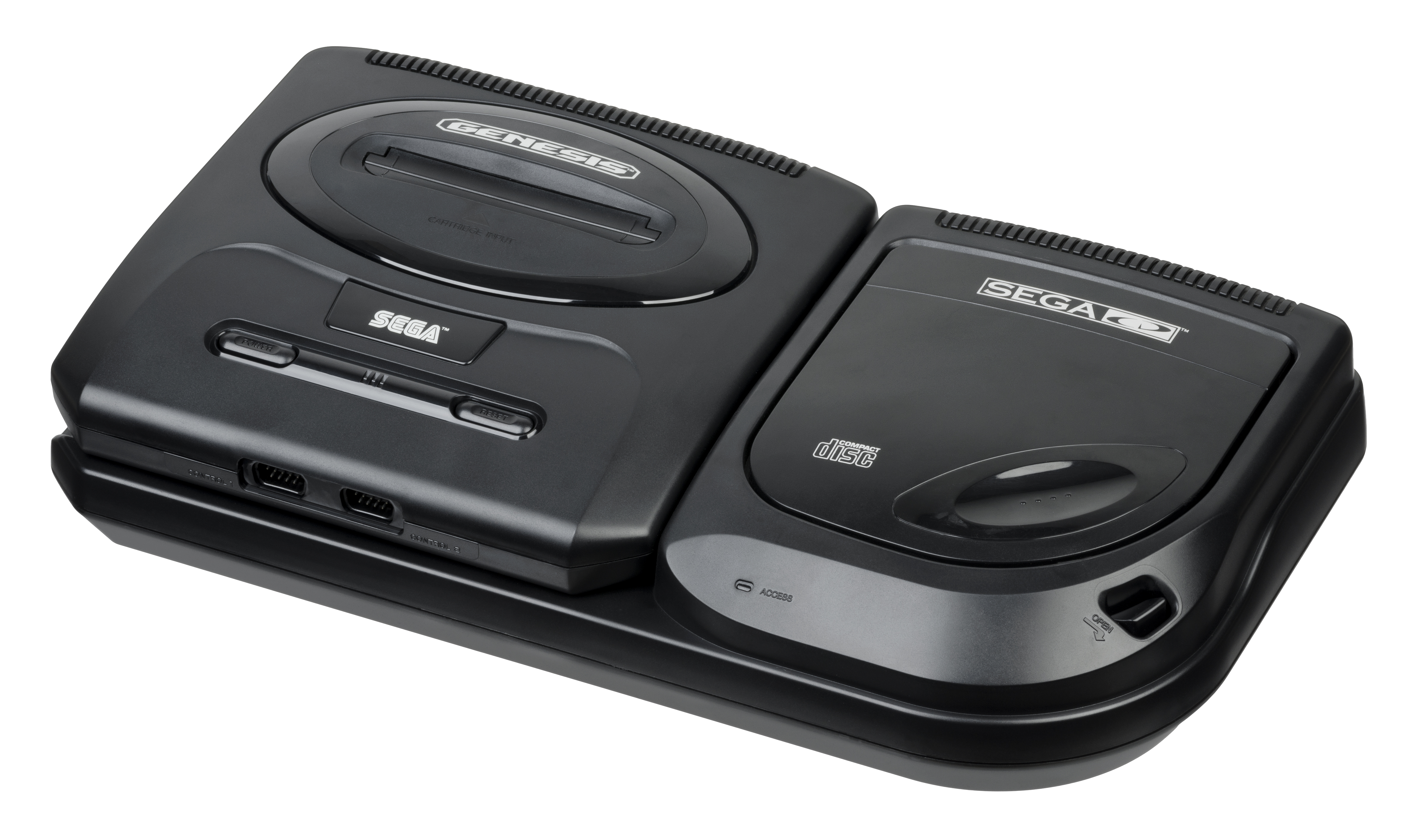
النموذج الثاني من ميغا درايف و‌سيغا سي دي
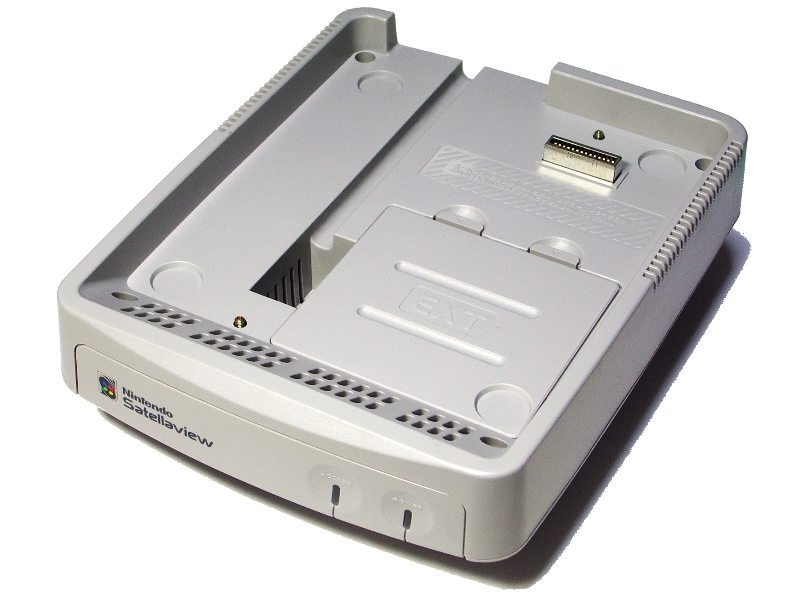
ساتيلافيو
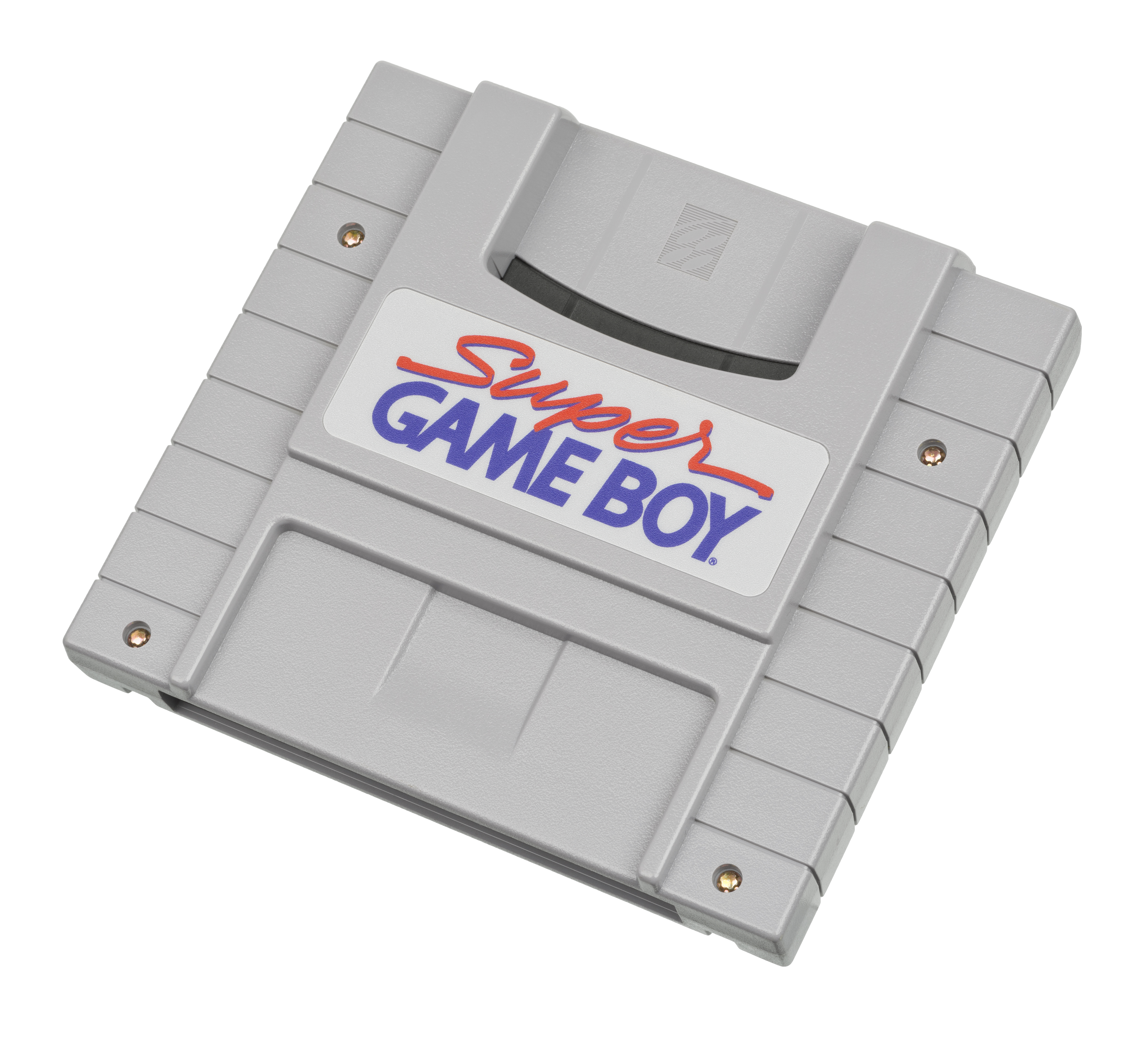
سوبر غيم بوي

### الاستيراد الأوروبي والأسترالي

الأخضر – إن تي إس سي
الأزرق – بال أو سيتحول إلى بال
البرتقالي – سيكام
الزيتوني – لا توجد معلومات

كان الجيل الرابع هو أيضًا الحقبة عندما أصبح شراء ألعاب الولايات المتحدة المستوردة معترفًا بها أكثر في أوروبا، وبدأت المتاجر العادية ببيعها. تمتلك منطقة بال معدل تحديث بمقدار 50 هرتز (مقارنةً بمقدار 60 هرتز لمنطقة إن تي إس سي) ودقة رأسية بمقدار 625 خط متشابك (576 فعال)، مقارنةً بمقدار 525/480 بالنسبة إن تي إس سي. ولأن سرعة المحاكاة لأنظمة الألعاب المعاصرة كانت مرتبطةً مباشرةً بخرج معدل الأطر، والتي بدورها متزامنة مع معدل تحديث التلفاز، فهذا يعني أن اللعبة ستعمل ببطء أكثر على تلفاز بال. الأعدد الأقل للخطوط الرأسية في إشارة إن تي إس سي سيؤدي أيضًا إلى شرائط سوداء تظهر أعلى تلفاز بال وأسفله.
وكذلك، أُصدرت ألعاب فيديو تقمص الأدوار قليلة في أوروبا لأن السوق لهذا النوع لم يكن بحجم السوقين الياباني والأمريكي، وزيادة الوقت والمال اللازمين للترجمة لأن ألعاب تقمص الأدوار أصبحت أكثر نصوصًا، بالإضافة إلى الحاجة المعتادة لتحويل الألعاب إلى مقياس بال، وغالبًا ما جعل توطين الألعاب في أوروبا مجازفة غالية بالنسبة لمردود محتمل قليل. ونتيجة لذلك، اقتصرت إصدارات ألعاب تقمص الأدوار على الألعاب التي توطنت لأمريكا الشمالية، وهكذا قل مقدار الترجمة المطلوبة.
ألعاب الولايات المتحدة الشهيرة المتسوردة آنذاك تضمنت فاينل فانتازي 4 (والمعروفة في الولايات المتحدة باسم فاينل فانتازي 2) و‌فاينل فانتسي 6 (والمعروفة في الولايات المتحدة باسم فاينل فانتسي 3) و‌سر مانا و‌ستريت فايتر 2 و‌كرونو تريغر و‌سوبر ماريو أر بي جي. أُصدرت لعبتا سر مانا وستريت فايتر 2 رسميًا في أوروبا.

### مقارنة
| اسم                              | توربو غرافيكس-16 | ميغا درايف | سوبر نينتندو إنترتينمنت سيستم | نيو جيو |
| -------------------------------- | --- | --- | --- | --- |
| المُصنِّع                           | إن إي سي | سيغا | نينتندو | إس إن كي |
| صورة                             | | | | |
| السعر عند الإطلاق (دولار أمريكي) | US$199.99 (ما يعادل $418 في 2020) | US$189.99 (ما يعادل $397 في 2020) | US$199.99 (ما يعادل $380 في 2020) | US$649.99 (الإصدار الذهبي) (ما يعادل $1٬235 في 2020) US$399.99 (الإصدار الفضي) (ما يعادل $760 في 2020) |
| تاريخ الإصدار                    | اليابان 30 أكتوبر 1987 أ.ش. 29 أغسطس 1989 أوروبا 1990 | اليابان 29 أكتوبر 1988 أ.ش. 14 أغسطس 1989 أوروبا 30 نوفمبر 1990 | اليابان 21 نوفمبر 1990 أ.ش. 23 أغسطس 1991 أوروبا 11 أبريل 1992 | اليابان 18 يونيو 1991 أ.ش. 18 يونيو 1991 أوروبا 1991 |
| الوسائط                          | - هوكارد (خرطوشة على شكل بطاقة) - سي دي-روم (إضافة تربو سي دي) | - خرطوشة روم - سي دي-روم (إضافة سيغا سي دي) - بطاقة بيانات (إضافة محول القدرة الأساسية) | - خرطوشة | - خرطوشة - بطاقة بيانات (اليابان وأوروبا) |
| الألعاب الأكثر مبيعًا             | مغامرة بونك | القنفذ سونيك (15 مليون) | سوبر ماريو ورلد، 20 مليون (حتى 25 يونيو 2007) | ساموراي شوداون |
| توافقية رجعية                    | — | ماستر سيستم (باستخدام محول القدرة الأساسي) | نينتندو إنترتينمنت سيستم (غير مرخص، باستخدام سوبر 8) غيم بوي (باستخدام سوبر غيم بوي) | — |
| ملحقات (التجزئة)                 | - تربوغرافكس-سي دي (1988) - بطاقة نظام (1988) - بطاقة نظام ممتاز (1991) - بطاقة آركيد (1994) - تربوتاب (1987) - تربوستيك - تربوبوستر - تربوبوستر بلس - بي سي إنجن سوبرغرافكس (1989) - تربودو (1991) | - سيغا سي دي (1991) - سيغا سي دي باكب رام كارتس (1992 في اليابان؛ 1994 في أمريكا الشمالية) - سيجا 32إكس (1994) - فأرة - مينيسر (1992) - محول القدرة الأساسي - مُفعِّل سيغا (1993) - منافذ متعددة | - منظار فائق - فأرة سوبر نينتندو إنترتينمنت سيستم (1992) - منافذ سوبر نينتندو إنترتينمنت سيستم المتعددة (1993) - سوبر غيم بوي (1994) - سوبر أدفانتدج - ساتيلافيو | - نيو جيو كونترولر برو - بطاقة ذاكرة نيو جيو |
| معالج                            | - هدسون سوفت إتش يو سي6280إيه (مبني على 65إس سي02 8-بت) 1.79 ميغاهرتز (0.77 أمر لكل ثانية) أو 7.16 ميغاهرتز (3.08 أمر لكل ثانية) | - موتورولا 68000 (سيسك 16/32-بت) 7.67 ميغاهرتز (7.61 ميغاهرتز بال) (1.4 أمر لكل ثانية) - زيلوغ زد80 (8/16-بت) 3.58 ميغاهرتز (0.52 أمر لكل ثانية) إضافات: - سي دي: موتورولا 68000 @ 12.5 ميغاهرتز (2.19 أمر لكل ثانية) - 32إكس: 2× هيتاتشي إس إتش-2 (ريسك 32-بت) @ 23 ميغاهرتز (60 أمر لكل ثانية) | - ريكوه 5إيه22 مخصص من نينتندو (مبني على 65سي816 16-بت) 3.58 ميغاهرتز (3.55 ميغاهرتز بال) (1.5 أمر لكل ثانية) رقاقة إس إيه-1 المعززة: - 65سي816 مخصص من نينتندو 10.74 ميغاهرتز (4.5 أمر لكل ثانية) | - موتورولا 68000 (سيسك 16/32-بت) 12 ميغاهرتز (2.1 أمر لكل ثانية) - زيلوغ زد80 (8/16-بت) 4 ميغاهرتز (0.58 أمر لكل ثانية) |
| بطاقة الرسوميات                  | - مرمز ألوان الفيديو هادسن سوفت إتش يو سي6260 (16-بت) - متحكم ظهور الفيديو هادسن سوفت إتش يو سي6270إيه (16-بت) سوبرغرافكس: - إتش يو سي6260 - 2× إتش يو سي6270إيه - متحكم أولوية الفيديو إتش يو سي6202 | - ياماها واي إم7101 في دي بي (معالج عرض الفيديو) التحديثات: - رقافة إس في بي: سامسونج إس إس بي1601 دي إس بي @ 23 ميغاهرتز (25 أمر لكل ثانية) (1994) - إضافة سي دي: معالج مشترك سيغا إيه إس آي سي - إضافة 32إكس: سيغا 32إكس في دي بي (سيغا إل إس آي مخصص) @ 23 ميغاهرتز | - ريكوه بي بي يو1 (وحدة معالجة الصور 1) - ريكوه بي بي يو2 (وحدة معالجة الصور 2) رقاقات التحسين: - دي إس بي: إن إي سي مو بي دي77 سي25 @ 8 ميغاهرتز (1990) - سوبر إف إكس: 10.5 ميغاهرتز (10 أوامر لكل ثانية) (1993) - كابكوم سي إكس4 (دي إس بي هيتاشي إتش جي51بي169) (1994) - سوبر إف إكس 2: 21.477 ميغاهرتز (21 أمر لكل ثانية) (1995) | - إس.إن.كي إل.إس.بي.سي2-إيه2 (مولد خط نقوش وواجهة ذاكرة مصورة) - إس.إن.كي برو-بي0 (وسيط لوحة) |
| رقاقات الصوت                     | - هدسون سوفت إتش يو سي6280إيه بي.إس.جي إضافة سي دي: - أوكي إم.إس.إم5205 | - ياماها واي إم2612 - ياماها في دي بي بي إس جي (إس إن76496) إضافات: - سي دي: ريكوه آر إف5سي164 - 32إكس: كيو-ساوند | سوني إيه بي يو (وحدة معالجة الصوت) - إس-إس إم بي (سوني إس بي سي700 8-بت) - إس-دي إس بي (دي إس بي 16-بت) | ياماها واي أم 2610 |
| الذاكرة (رام)                    | - 8 كيبيبايت ذاكرة رئيسية - 64 كيبيبايت ذاكرة مرئية التحديثات: - إضافة سي دي: 64 كيبيبايت ذاكرة ديناميكية رئيسية، 64 كيبيبايت ذاكرة ديناميكية صوتية - إضافة سوبر سيستم كارد: 64 كيبيبايت ذاكرة ديناميكية، 192 كيبيبايت ذاكرة ساكنة - إضافة سوبر سي دي: 256 كيبيبايت ذاكرة ساكنة، 64 كيبيبايت ذاكرة ديناميكية، 2 كيبيبايت ذاكرة ساكنة احتياطية - إضافة آركيد دو كارد: 2048 كيبيبايت ذاكرة صفحات ديناميكية، 192 كيبيبايت ذاكرة ساكنة - إضافة آركيد برو كارد: 2240 كيبيبايت+192 كيلوبايت - سوبرغرافكس: 32 كيبيبايت ذاكرة رئيسية، 128 كيبيبايت ذاكرة مرئية - دو: 256 كيبيبايت ذاكرة ساكنة، 64 كيبيبايت ذاكرة مرئية، 8 كيبيبايت ذاكرة عمل | - 64 كيبيبايت ذاكرة ساكنة زائفة رئيسية - 64 كيبيبايت ذاكرة ديناميكية مرئية - 8 كيبيبايت ذاكرة ساكنة صوتية التحديثات: - رقاقة إس في بي: 128 كيبيبايت ذاكرة ديناميكية، 2 كيبيبايت ذاكرة مخبأة، 1 كيبيبايت ذاكرة معالج إشارة رقمية - إضافة سي دي: 512 كيبيبايت ذاكرة رئيسية، 256 كيبيبايت ذاكرة مرئية، 64 كيبيبايت ذاكرة صوتية، 16 كيبيبايت ذاكرة مخبأة، 8 كيبيبايت ذاكرة داخلية احتياطية - خراطيش رام احتياطية: 8 كيبيبايت إلى 512 كيبيبايت - إضافة 32إكس: 256 كيبيبايت ذاكرة رئيسية، 256 كيبيبايت ذاكرة مرئية | - 128 كيبيبايت ذاكرة ديناميكية رئيسية - 64 كيبيبايت ذاكرة ساكنة مرئية - 64 كيبيبايت ذاكرة ساكنة زائفة صوتية رقائق تحسين: - إس إيه-1: 2 كيبيبايت ذاكرة - سوبر إف إكس: 32 إلى 128 كيبيبايت ذاكرة ساكنة - سوبر إف إكس 2: 64 إلى 128 كيبيبايت ذاكرة ساكنة | - 64 كيبيبايت ذاكرة ساكنة رئيسية - 74 كيبيبايت ذاكرة ساكنة مرئية - 2 كيبيبايت ذاكرة ساكنة صوتية |
| فيديو                            | - الدقة: 256×224 إلى 565×242 (تقدمي)، 256×448 إلى 565×484 (متداخل) - نقوش متحركة: 64 على الشاشة، 16 لكل خط مسح، أحجام 16×16 إلى 32×64، 16 لون لكل نقش، تقليب نقوش - خريطة بلاطية: خلفية تمرير جانبي واحدة بمؤثر تمرير خطي - الألوان على الشاشة: 482 (241 للخلفيات و241 للنقوش المتحركة) - لوحة الألوان: 512 (لون 9-بت) التحديثات: - إضافة سي دي: فيديو كامل الحركة - سوبرغرافكس: 128 نقش متحرك على الشاشة، 32 نقش متحرك لكل خط مسح، طبقتان من النقوش المتحركة، خلفيتان من الخرائط البلاطية ذات التمرير المنظري، 512 لون على الشاشة                                                                                                   | - الدقة: 256×224 إلى 320×240 (تقدمي)، 320×448 إلى 320×480 (متداخل) - نقوش متحركة: 80 على الشاشة، 20 لكل خط مسح، أحجام 8×8 إلى 32×32، 16 لون لكل نقش متحرك، عدد صحيح لتقريب النقوش المتحركة، تقليب نقوش - خريطة بلاطية: مستويا تمرير منظري بمؤثرات تمرير خطي وصفي وقلب للبلاط - الألوان على الشاشة: 64 إلى 75 (قياسي)، 192 (ظل أو تسليط الضوء)، 512 (أبعاد 160×224) - لوحة الألوان: 512 (قياسي)، 1536 (ظل أو تسليط الضوء) التحديثات: - تحديث رقاقة إس في بي: 3,000 عملية إكساء لكل مضلع/ثانية، 20,000 عملية تظليل مسطح لكل مضلع/ثانية - إضافة سي دي: تحجيم وتدوير النقوش المتحركة والخرائط البلاطية، إف.إم.في بمقدار 128–256 لون على الشاشة - إضافة 32إكس: لوحة الألوان: 32,768 (لون عالٍ 15-بت)، 256–32,768 لون على الشاشة، 40,000 نسيج بتظليل غورود مضلع في الثانية، 50,000 عملية إكساء مضلع في الثانية، 100,000 تظليل غورود مضلع في الثانية، 160,000 تظليل مسطح مضلع في الثانية | - الدقة: 256×224 إلى 256×239 (تقدمي)، 512×448 إلى 512×478 (متداخل) - نقوش متحركة: 128 على الشاشة، 32 لكل خط مسح، أحجام 8×8 إلى 64×64، 16 لون لكل نقش متحرك، تقليب نقوش - خريطة بلاطية: 2–4 مستويات تمرير منظري (دقة منخفضة)، أو 1–2 مستويات تمرير عمودي (دقة عالية)، أو مستوى محجم ومدور (مود 7) - الألوان على الشاشة: 256 (1–3 مستويات دقة منخفضة)، 128 (4 مستويات)، 128 إلى 160 (دقة عالية) - لوحة الألوان: 32,768 (لون عالٍ 15-بت) رقاقات التحسين: - سوبر إف إكس: 2,000 تظليل مسطح مضلع لكل ثانية، 1,000 إكساء مضلع لكل ثانية - سوبر إف إكس 2: 4,000 تظليل مسطح مضلع لكل ثانية، 2,000 إكساء مضلع لكل ثانية - كابكوم سي إكس 4: حسابات تدوير النقوش المتحركة لكل مؤثرات الإطار السلكي - دي إس بي-1: تحجيم ومتقدم وتدوير عبر مود 7 - دي إس بي-2: قابلية تحجيم متحركة (ديناميكية) ومؤثرات شفافة - دي إس بي-3: فك ضغط تيار البت، وتحويل رسوميات مستوى البت - دي إس بي-4: مسافة الرسم | - الدقة: 320×224 إلى 384×264 (تقدمي) - نقوش متحركة: 380 على الشاشة، 96 لكل خط مسح، تخزين خطي مؤقت مضاعف، أحجام 16×16 إلى 16×512، 16 لون لكل نقش متحرك، تحجيم النقوش المتحركة، تقليب نقوش - خريطة بلاطية: مستوى تمرير منظري ثابت واحد، و1–3 مستويات تمرير منظري اختيارية بالتحجيم ومؤثرات تمرير خطي وعمودي - الألوان على الشاشة: 4096 - لوحة الألوان: 65,536 (لون عالٍ 16-بت) |
| الصوت                            | - صوت مجسم مع: - 6 قنوات أو أصوات مخلقة قابلة للبرمجة - موجات مربعية وجيبية وسن المنشار ومثلثية وأشكال أخرى - مولد ضجيج أبيض على قناتين - تردد متذبذب منخفض أو تردد معدل على قناتين - بث اختياري للعينات عبر أي قناة إضافة سي دي: - قناة نمذجة تكيف، صوت 12-بت، معدل استعيان 32.088 كيلوهرتز - قناة بث كتاب أحمر، صوت قرص مضغوط 16-بت، معدل استعيان 44.1 كيلوهرتز | صوت مجسم مع: - 6 قنوات أو أصوات مركبة معدلة - 3 قنوات أو أصوات من الموجات المربعية - تذبذب منخفض التردد بموجة جيبية - قناة تضمين نبضي مرمز، عينات 8-بت، معدل استعيان 8 إلى 22 كيلوهرتز التحديثات: - رقاقة إس في بي: قناتان تضمين عرض النبضة - إضافة سي دي: 8 قنوات تضمين نبضي مرمز (16-بت، 32 كيلوهرتز)، قناة بث كتاب أحمر (16-بت، 44.1 كيلوهرتز) - إضافة 32إكس: تضمين عرض النبضة 10-بت، صوت محيطي | صوت مجسم مع: - 8 قنوات نمذجة تكيف - صوت 16-بت، معدل استعيان 32 كيلوهرتز | صوت مجسم مع: - 4 قنوات أو أصوات مركبة معدلة - 3 قنوات أو أصوات من الموجات المربعية - مولد ضجيج أبيض - 6 قنوات نمذجة تكيف (12-بت) بمعدل استعيان 18.5 كيلوهرتز - قناة نمذجة تكيف (16-بت) بمعدل استعيان 1.8 إلى 55.5 كيلوهرتز |

### أنظمة تدعم الأقراص المدمجة

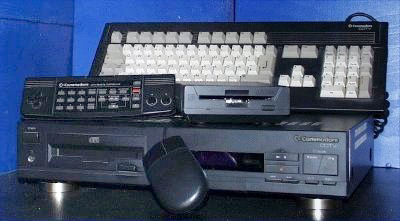
كومودور سي دي تي في أُصدر في 1991
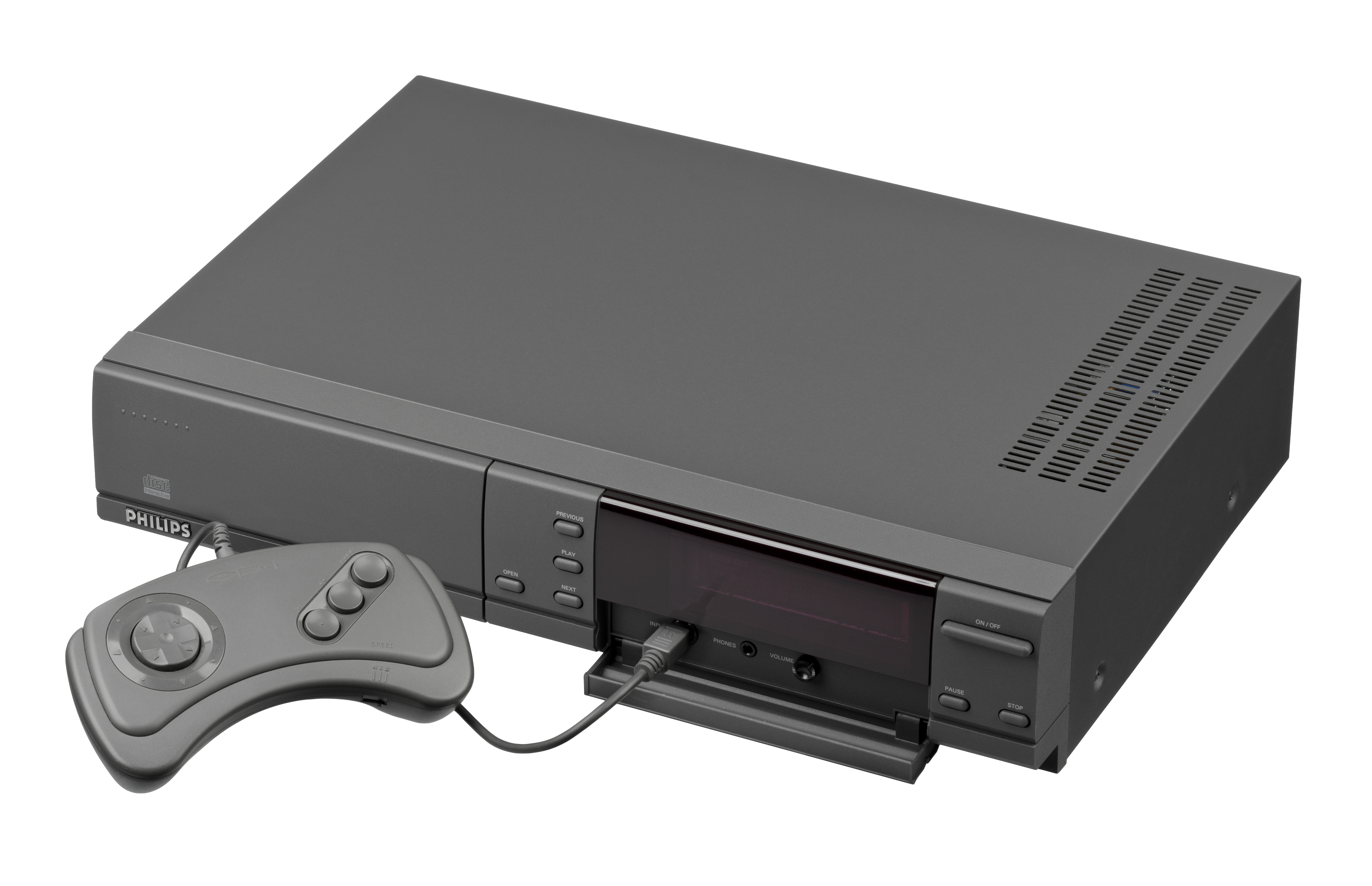
فيليبس سي دي-آي 1991-1998
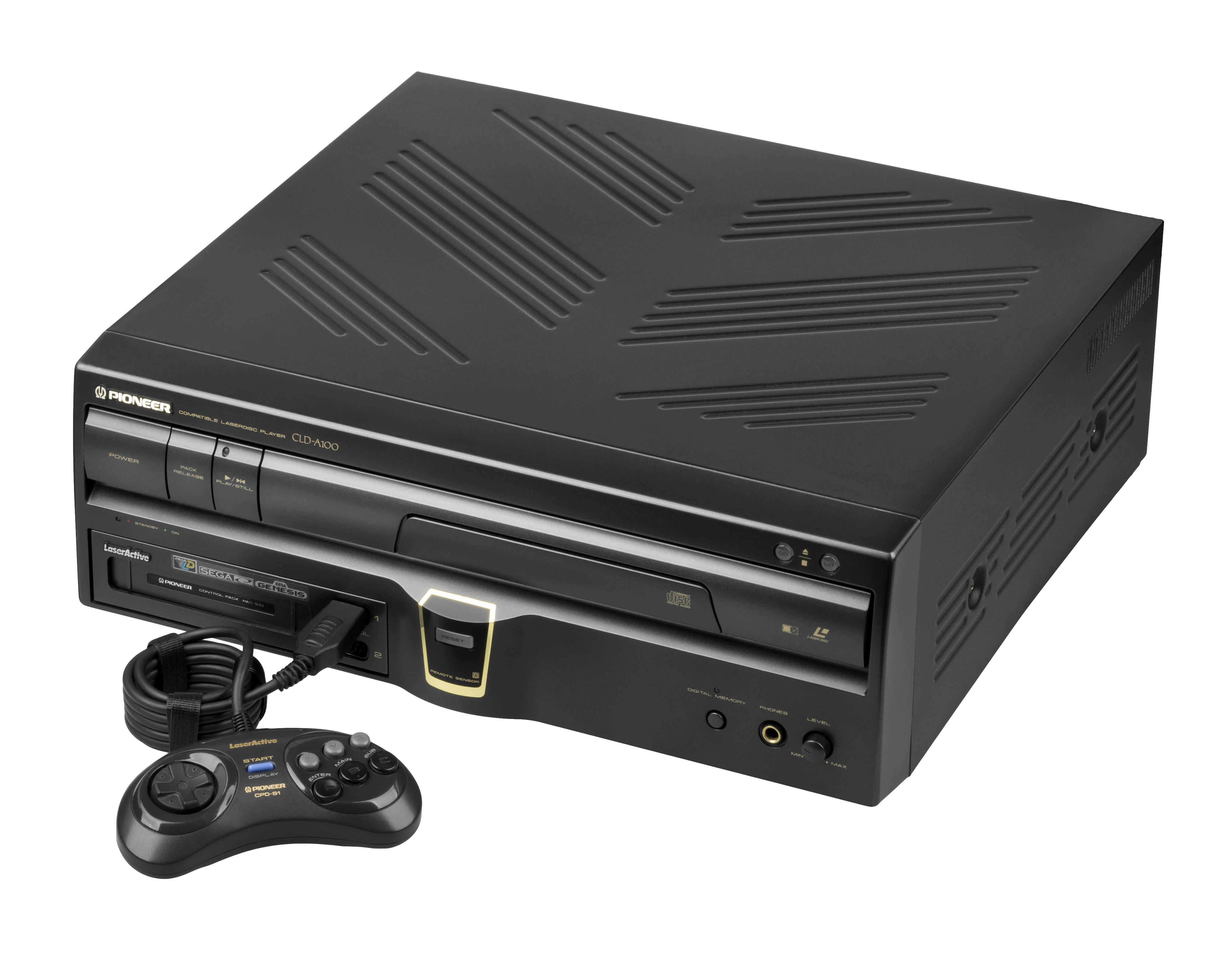
ليزر أكتيف من بايونير أُصدر في 1993
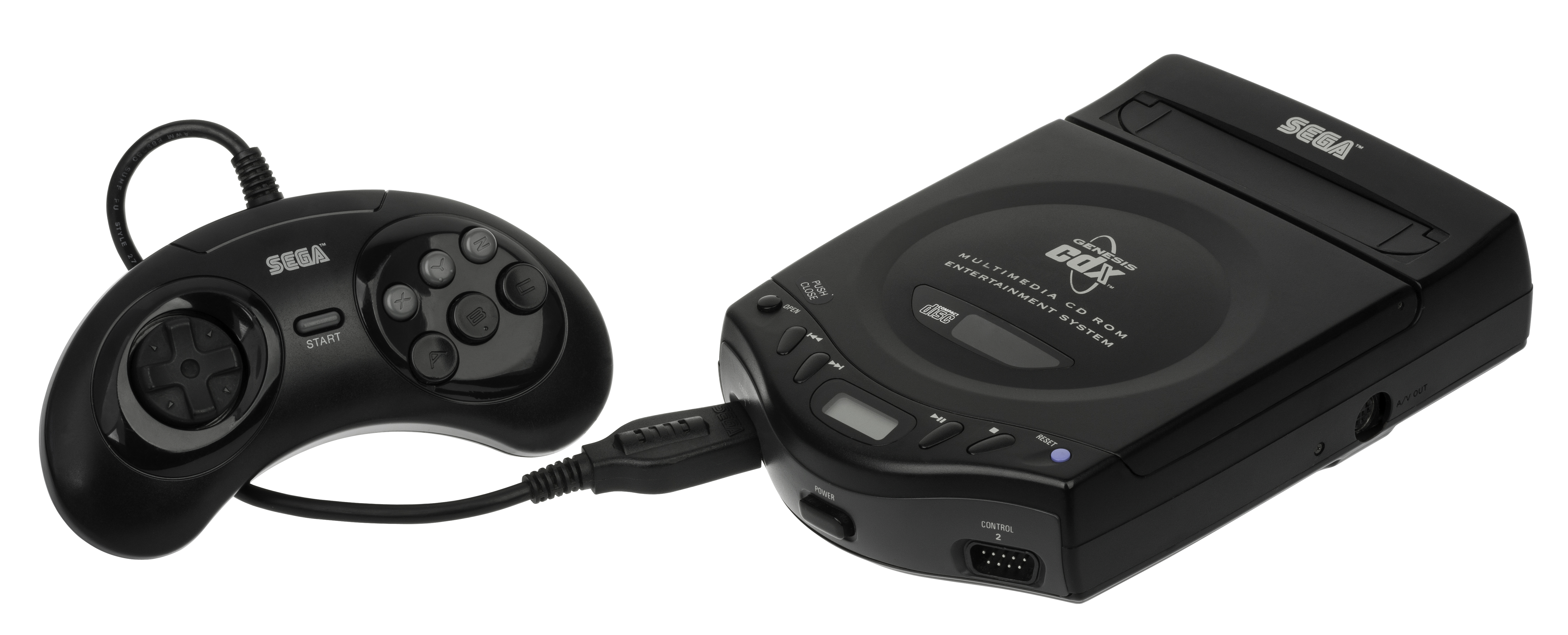
ميغا درايف سي دي إكس، مزيج من ميغا درايف وسيغا سي دي أُصدر في 1993
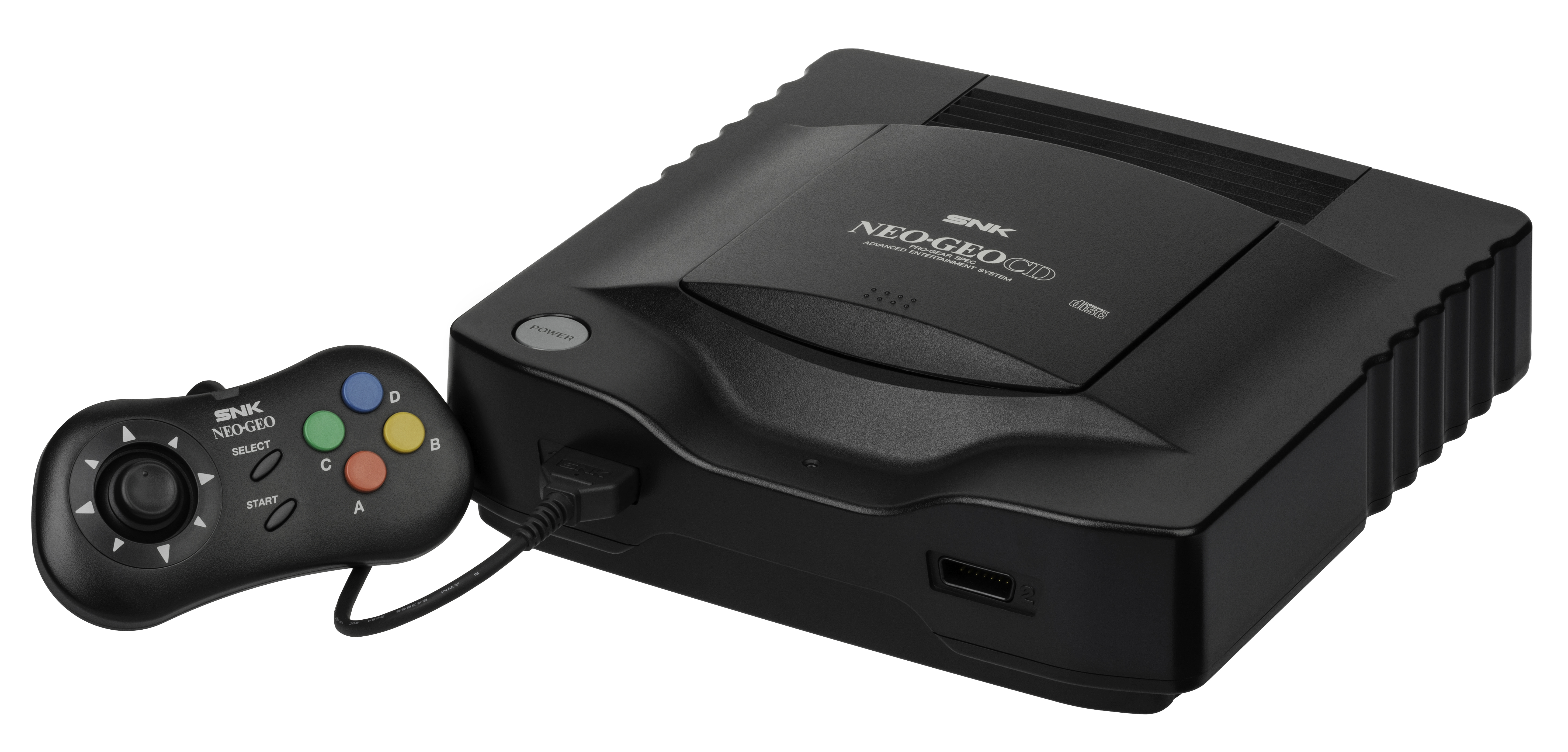
نيو جيو سي دي من إس إن كي أُصدر في 1994

### ترتيب المبيعات حول العالم
| النظام                        | الوحدات المباعة | مرجع         |
| ----------------------------- | --------------- | ------------ |
| سوبر نينتندو إنترتينمنت سيستم | 49.1 مليون      | [ 73 ]       |
| ميغا درايف                    | 35.25 مليون     | [ ملحوظة 2 ] |
| توربو غرافيكس-16              | 10 ملايين       | [ 79 ]       |
| فيليبس سي دي-آي               | مليون           | [ 80 ]       |
| نيو جيو إيه إي إس             | 980,000         | [ 81 ]       |
| نيو جيو سي دي                 | 570,000         | [ 81 ]       |

## أنظمة محمولة
أول الأنظمة المحمولة التي أُصدرت للجيل الرابع كان غيم بوي، في 21 أبريل 1989. واستمر في الهيمنة على مبيعات الأنظمة المحمولة بهامش كبير للغاية، بالرغم من تباينه المنخفض وشاشته أحادية لون الإضاءة في حين أن الأنظمة المنافسِة كانت ملونة. انطلقت ثلاث سلاسل كبرى على غيم بوي: تتريس، تطبيق غيم بوي القاتل؛ وبوكيمون وكيربي. بتغيير بعض التصميمات (مثل غيم بوي بوكت، وغيم بوي لايت) والمعدات (مثل غيم بوي كلر)، استمر بالإنتاج حتى عام 2008، مستفيدًا من استمراره لمدة 18 عامًا.
تضمن أتاري لينكس رسوميات ملونة سريعة المعدات وإضاءة خلفية والقدرة على ربط 16 وحدة كحد أقصى معًا لتعطي مثالاً على اللعب الشبكي المبكرة في حين أن الأجهزة المنافِسة استطاعت ربط جهازين فقط أو أربعة أجهزة (أو لم تستطع الربط على الإطلاق)، ولكن قِصر حياة بطاريته نسبيًا (تقريبًا 4 ساعات ونصف على مجموعة من الخلايا القلوية، في مقابل 35 ساعة لغيم بوي) وثمنه الباهظ ومكتبة ألعابه الضعيفة جعلت منه أقل الأنظمة المحمولة مبيعًا في التاريخ، بأقل من 500 ألف نسخة مباعة.
ثالث أهم نظام محمول من أنظمة الجيل الرابع كان غيم غير. تميز بقدرات رسومية أفضل بالمقارنة بماستر سيستم (ألوان أفضل، ولكن أبعاد أقل) وبمكتبة ألعاب جاهزة باستخدام محول «ماستر-غير» للعب بالخراطيش من المنصة القديمة وفرصة التحول إلى تلفاز محمول باستخدام محول توليف رخيص، ولكنه أيضًا عانى من بعض العيوب التي عانى منها لينكس. بينما بِيع منه أكثر بعشرين مرة من لينكس، تصميمه الضخم - أكبر بقليل من غيم بوي؛ وبطاريته الضعيفة نسبيًا - أفضل قليلاً من تصميم لينكس؛ ووصوله المتأخر للسوق - منافسًا للمبيعات بين المشترين الذين لم يمتلكوا غيم بوي - أعاق من شعبيته الكلية بالرغم من كونه كان الأقرب تنافسيًا لنينتندو من حيث الثمن واتساع المكتبة البرمجية. أنهت سيغا لاحقًا إنتاج غيم غير في 1997، أي قبل عام واحد من إصدار نينتندو أول الأمثلة لجهاز غيم بوي كلر، لتركز على نوماد ومنتجات المنصات غير المحمولة.
الأنظمة المحمولة الأخرى التي أُصدرت أثناء الجيل الرابع تضمنت تربو إكسبريس - إصدار محمول من تربوغرافكس-16 أصدرته نيس في 1990 - وغيم بوي بوكت، وهو نموذج محسن من غيم بوي أُصدر قبل عامين من ظهور غيم بوي كلر. بينما كان تربو إكسبريس رائدًا آخر في تقنية اللعب الملونة المحمولة وامتلك الميزة المضافة لاستخدام نفس خراطيش الألعاب أو «بطاقات الهُو» مثل تربوغرافكس16، ولكنه امتلك بطارية أسوأ حتى من لينكس وغيم غير - حوالي ثلاث ساعات على ستة بطارية إيه إيه حديثة - وبِيع منه 1.5 مليون وحدة فقط.

### قائمة الأنظمة المحمولة
| اسم                  | غيم بوي | أتاري لينكس                                                                                        | غيم غير | تربو إكسبريس                                                                                          |
| -------------------- | --- | -------------------------------------------------------------------------------------------------- | --- | --- |
| المُصنِّع               | نينتندو | آتاري                                                                                              | سيغا | إن إي سي                                                                                              |
| صورة                 | | | | |
| السعر عند الإطلاق    | 12,500 ين ياباني (ما يعادل 14327 ين ياباني) 89.95 دولار أمريكي (ما يعادل 188 دولار أمريكي)                                                    | 189.99 دولار أمريكي (ما يعادل 397 دولار أمريكي)                                                    | 14,500 ين (ما يعادل 16126 ين) 149.99 دولار أمريكي (ما يعادل 285 دولار أمريكي) 155 دولار أسترالي (ما يعادل 249 دولار أسترالي) | 299.99 دولار أمريكي (ما يعادل 570 دولار أمريكي)                                                       |
| تاريخ الإصدار        | اليابان 21 أبريل 1989 أ.ش. 31 يوليو 1989 أوروبا 1990                                                                                          | اليابان 1990 أ.ش. 11 أكتوبر 1989 أوروبا 1990                                                       | اليابان 6 أكتوبر 1990 أ.ش. 26 أبريل 1991 أوروبا 26 أبريل 1991 أوس 1992                                                       | اليابان 1 ديسمبر 1990 أ.ش. 1991                                                                       |
| الوحدات المباعة      | 118.69 مليون، من ضمنها وحدات غيم بوي كلر | 500 ألف                                                                                            | 11 مليون | 1.5 مليون                                                                                             |
| الوسائط              | خرطوشة | خرطوشة                                                                                             | خرطوشة | بطاقة بيانات                                                                                          |
| الألعاب الأكثر مبيعًا | تتريس، 35 مليون (ملحقة بالنظام / منفصلة). بوكيمون رد آند بلو آند غرين، تقريبًا 20.08 مليون مجتمعة (في اليابان والولايات المتحدة) (التفاصيل).   | ناسفو الطرق                                                                                        | القنفذ سونيك 2 | مغامرة بونك                                                                                           |
| توافقية رجعية        | — (الخراطيش الأصلية متوافقة مع النماذج اللاحقة)                                                                                               | —                                                                                                  | ماستر سيستم (باستخدام محول الخراطيش)                                                                                         | توربو غرافيكس-16 (هوكارد فقط)                                                                         |
| معالج                | شارب إل.آر35902 4.19 ميغاهرتز | موس 65إس.سي02 بحد أقصى 4 ميغاهرتز، بمعدل متوسط 3.6 ميغاهرتز "سوزي"، رقاقة سيموس مخصصة 16 ميغاهرتز  | زيلوغ زد80 3.5 ميغاهرتز | إتش.يو.سي6280إيه (65إس.سي02 معدلة) 1.79 أو 7.16 ميغاهرتز                                              |
| الذاكرة              | ذاكرة إس-رام داخلية 8 كيبيبايت، تصل إلى 32 كيبيبايت ذاكرة مرئية داخلية 8 كيبيبايت                                                             | دي رام 64 كيبيبايت                                                                                 | ذاكرة رئيسية 8 كيبيبايت ذاكرة مرئية 16 كيبيبايت                                                                              | ذاكرة عمل 8 كيبيبايت ذاكرة مرئية 64 كيبيبايت                                                          |
| فيديو                | 2.6 بوصة 160x144 4 ظلال باللون الأخضر الزيتوني                                                                                                | 3.5 بوصة 160x102 16 لون متزامن لكن خط فحص؛ يمكن زيادتها بتغيير الألواح بعد كل خط فحص لوحة 4096 لون | 3.2 بوصة 160x144 32 لون متزامن لوحة 4096 لون                                                                                 | 2.6 بوصة 400x270 64 نقش متحرك، 16 لكل خط فحص 482 لون متزامن (241 لكل خلفية ونقش متحرك) لوحة 512 لون   |
| صوت                  | صوت مجسم (باستخدام السماعات)، مع: - صوتان من الموجات المربعية - صوت مخلق قابل للبرمجة - مولد ضجيج أبيض - استعيان اختياري من خلال قناة التخليق | صوت مجسم مع: - أربعة أصوات من الموجات المربعية - محول رقمي تناظري مدمج لكل قناة                    | صوت مجسم (باستخدام السماعات)، مع: - ثلاثة أصوات من الموجات المربعية - مولد ضجيج أبيض                                         | صوت مجسم (باستخدام السماعات)، مع: - 6 أصوات مخلقة قابلة للبرمجة - مولد ضجيج أبيض - بث اختياري للعينات |

### أخرى

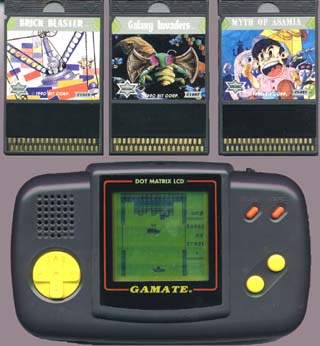
غيميت أُصدر في 1991
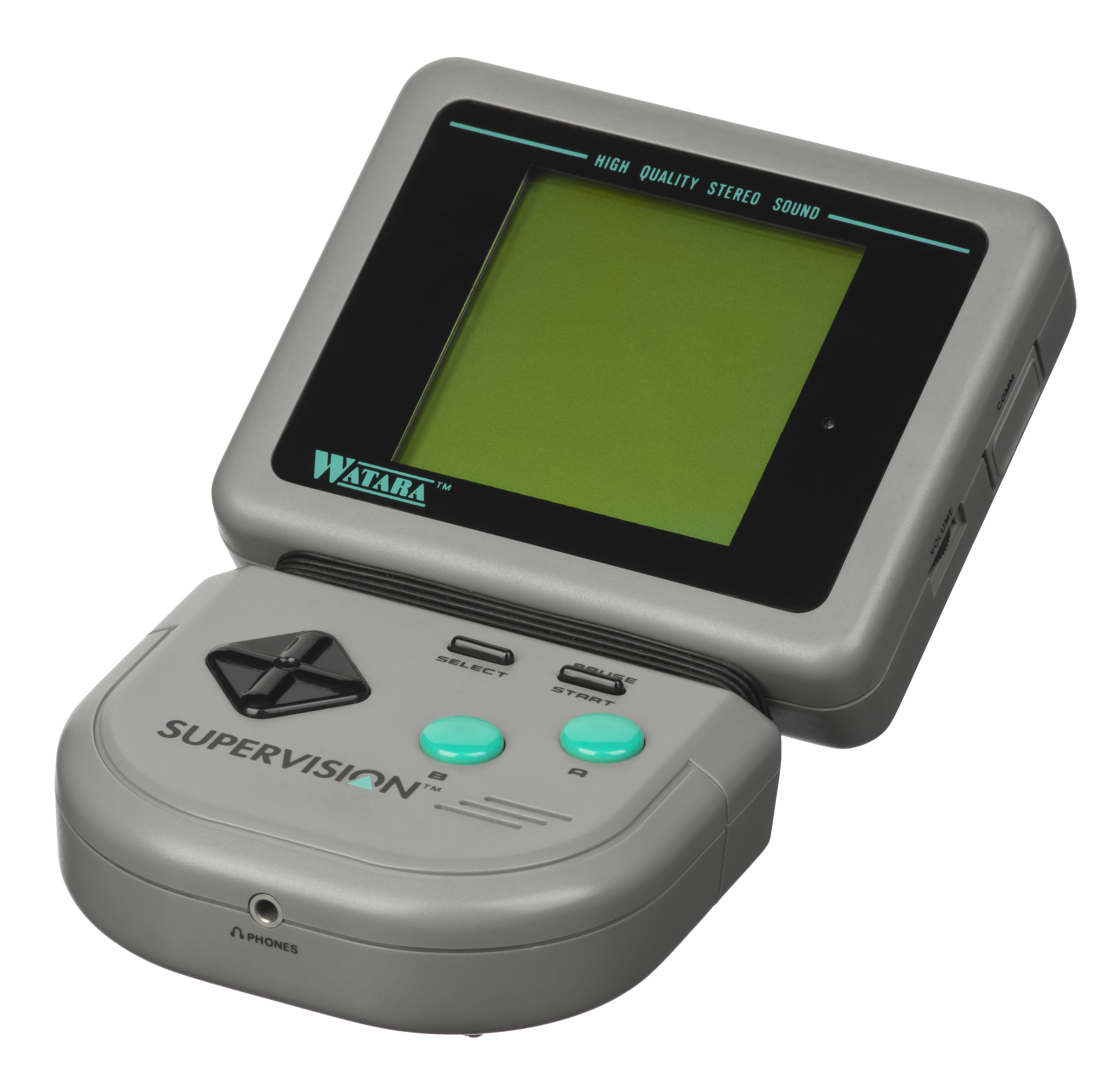
واتارا سوبرفيجن أُصدر في 1992
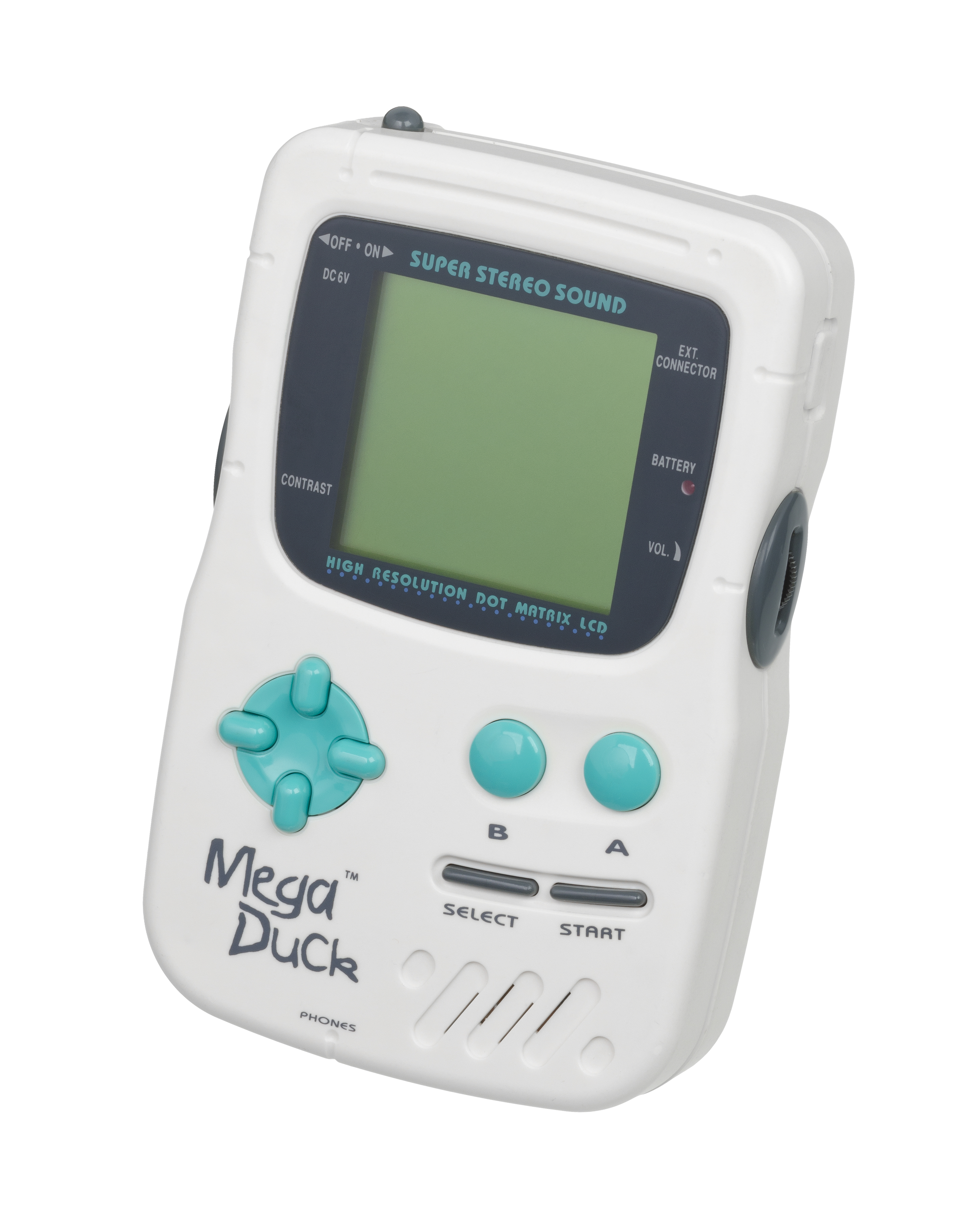
ميغا دك أُصدر في 1993

## برمجيات

### عناوين بارزة
- كرونو تريغر (س.ن.إ.س) من إنتاج سكوير وُضعت مرارًا ضمن قائمة أعظم ألعاب الفيديو في التاريخ.[96][97][98][99][100][101][102][103]
- لعبتا مسعى التنين 5 و6 (س.ن.إ.س) من إنتاج شونسوفت وهارتبيت وإنكس قد أُصدرتا على سوبر فاميكوم (سوبر نينتندو إنترتينمنت سيستم)، بالإضافة إلى إعادة إنتاج للألعاب الثلاث الأولى - التي كانت صدرت في الأصل لجهاز ن.إ.س - ولعبة فرعية من نوع زحف الزنازين: مغامرة تورنيكو الكبيرة، أولى ألعاب سلسلة زنزانة الغموض الشعبية من إنتاج شونسوفت.
- دونكي كونغ كانتري (س.ن.إ.س) من إنتاج رير ونينتندو قلبت موازين حروب أنظمة الألعاب لصالح نينتندو وأصبحت اللعبة الأكثر مبيعًا بعد سوبر ماريو برذرز 3، بسبب رسومها المذهلة إلى حد كبير.[104]
- فيفا كرة القدم العالمية (درايف، س.ن.إ.س) من إنتاج إكستندد بلاي برودكشنز وإي أيه سبورتس ووُصفت بأنها إحدى أكثر الألعاب الرياضية تأثيرًا التي أُنتجت.[105]
- غنستار هيروز (درايف) من إنتاج تريجر وسيغا وتعد إحدى أفضل ألعاب الأكشن من هذا الجيل.[106]
- كرة قدم جون مادن (درايف، س.ن.إ.س) من إنتاج بارك بليس برودكشنز وإي أيه سبورتس لعبت دورًا هامًا في النجاح المبكر لجهاز ميغا درايف ولشركة إلكترونيك آرتس.[107]
- سوبر مترويد (س.ن.إ.س) من إنتاج نينتندو للبحث والتطوير 1 ونينتندو والتي لا زالت منظمات الألعاب تعدها إحدى «أفضل الألعاب في التاريخ».[108]
- مورتال كومبات (صناديق، درايف، س.ن.إ.س) من إنتاج ميدواي للألعاب حصدت جدالات ساخنة بسبب مواضيعها العنيفة، مع نسخة درايف غير الخاضعة للرقابة قد فاقت مبيعات نسخة س.ن.إ.س لما يقارب ثلاثة الأمثال، مما تسبب في النهاية بانعقاد جلسة استماع للكونغرس الأمريكي التي أفضت بإنشاء مجلس تقدير البرمجيات الترفيهية.[109]
- إن إتش إل بي إيه هوكي 93 (درايف، س.ن.إ.س) من إنتاج بارك بليس برودكشنز وإي إيه سبورتس وتعد إحدى أبرز الألعاب الرياضية في التاريخ.[110][111]
- فانتاسي ستار 2 (درايف) من إنتاج سيغا للتطوير 2 وتعد إحدى أفضل ألعاب تقمص الأدوار وأكثرها تأثيرًا.[112][113][114]
- سر مانا (س.ن.إ.س) من إنتاج سكوير وقد أعادت سلسلة أسطورة السيف المقدس، وقد قدمت في البداية على أنها سلسلة فرعية من فاينل فانتازي، إلى أوروبا وأمريكا الشمالية.
- القنفذ سونيك (درايف) من إنتاج سونيك تيم وكانت رهان سيغا لمواجهة سلسلة ماريو من نينتندو وجهًا لوجه ولعبت دورًا حساسًا في نجاح منصة ميغا درايف واحتفى بها النقاد احتفاءً واسعًا ونالت لقب أفضل لعبة في التاريخ حينئذٍ.[115]
- ستريت فايتر 2 (صناديق، درايف، س.ن.إ.س) من إنتاج كابكوم وكانت ثاني لعبة في السلسلة والتي نتج عنها قاعدة معجبين دائمة ومجموعة من العديد من التوجهات في ألعاب القتال اليوم، والجدير بالذكر منها اختيارها الملون للمقاتلين المتاحين من عدة دول حول العالم.[116] حتى عام 2008، تعد اللعبة أكثر ألعاب كابكوم مبيعًا للمستهلكين في التاريخ.[117]
- ستريتس أوف ريج 2 (صناديق، درايف) من إنتاج سيغا إيه.إم7 وتعد أفضل لعبة من نوع أبرحوهم ضربًا لهذا الجيل.[118]
- سوبر موناكو جي بي (صناديق، درايف) من إنتاج سيغا وقد وضعت معيارًا جديدًا للواقعية في ألعاب السباقات على المنصات.[119]
- سوبر ماريو ورلد 2: يوشيز آيلاند من إنتاج نينتندو إنترتينمنت أنالسيس أند دفيلوبمنت وتعد ربما أول لعبة منصات ثنائية الأبعاد (س.ن.إ.س).[120]
- ذا ليجند أوف زيلدا: آه لينك تو ذا باست (س.ن.إ.س) من إنتاج نينتندو إنترتينمنت أنالسيس أند دفيلوبمنت وحصدت شعبية أكبر من سابقتيها على جهاز ن.إ.س.[121][122] كانت إحدى الألعاب القليلة من فئة الأكشن والمغامرات التي صدرت مبكرًا في دورة حياة «س.ن.إ.س». كانت زيلدا 2 على أغلب الأمر لعبة أكشن على ن.إ.س وبتمرير جانبي، في حين أن «إيه لينك تو ذا باست» اجتذبت إلهامًا أكثر من لعبة زيلدا الأولى بصيغتها للمغامرة من أعلى لأسفل.[123][124][125][126]
- يس 1 و2 (تربوغرافكس) من إنتاج نيهون فالكوم وكانت من بين أولى ألعاب الفيديو التي صدرت على سي دي-روم، حين أُصدرت في اليابان عام 1989 وفي أمريكا الشمالية عام 1990. بالإضافة إلى المديح التي تلقته على قصتها وطريقة لعبها، أصبحت اللعبة رائدة للعديد من الميزات، منها التمثيل الصوتي والمشاهد المتحركة والصوتيات المسجلة مسبقًا، والتي ستصبح فيما بعد معاييرًا للصناعة.